# Kooyong Classic

Altes Turnierlogo der AAMI Classic

Kooyong Classic (nach dem Hauptsponsor auch Priceline Pharmacy Classic) ist ein internationales Einladungs-Turnier im Herren- und Damen-Tennis, das im Melbourner Stadtteil Kooyong ausgetragen wird. Es findet jährlich im Januar im Kooyong Stadium des Kooyong Lawn Tennis Club, kurz vor den Australian Open, statt. Es entstand nach dem Umzug der Australian Open 1988 von Kooyong in den neu errichteten Melbourne Park. Während es in den ersten Jahren auf Rasen ausgetragen wurde, wird seit 1995 auf Hartplatz (derzeit Plexicushion) gespielt. Nach einer Ausgabe 1993 nehmen seit 2017 wieder Damen am Turnier bei den Kooyong Classic teil.
Das Turnier gehört nicht zur ATP World Tour (Herren) und WTA Tour (Damen), das heißt die Spieler gewinnen hier keine Punkte für die Tennisweltrangliste. Trotzdem wird es von Top-Spielern gern zur Vorbereitung auf die Australian Open benutzt. Es wird nicht im K.-o.-System ausgetragen. Stattdessen spielt jeder Teilnehmer in einer Vorrunde drei Matches, bevor in der Finalrunde der Sieger, Zweit- und Dritt-Platzierte bestimmt werden.
1990 trug das Turnier seinen ersten Sponsorennamen. Bis 1992 war die Veranstaltung durch das Versicherungsunternehmen Colonial Mutual Life Assurance Society Ltd. als Colonial Mutual Classic bekannt. Ab 1993 bis 2001 hieß es nur noch Colonial Classic. Es folgte von 2002 bis 2004 die Commonwealth Bank mit dem Commonwealth Bank International. Nach einem Jahr unter dem alten Namen Kooyong Classic war von 2006 bis 2014 die AAMI (Australian Associated Motor Insurers Ltd.), ein australischer Kfz-Versicherer, der zur Suncorp-Metway-Gruppe gehört, Namensgeber. Seit 2015 trägt die Veranstaltung den Namen des Drogerie-Einzelhandelsunternehmens Priceline, das Teil der Australian Pharmaceutical Industries (API) ist.

## Finalliste der Herren
| Jahr | Sieger              | Final-Gegner          | Resultat                       | Dritter Platz       |
| ---- | ------------------- | --------------------- | ------------------------------ | ------------------- |
| 1988 | Pat Cash            | Wally Masur           | 6:4, 7:6(7:4)                  |                     |
| 1989 | Mark Kratzmann      | Wally Masur           | 6:4, 1:6, 7:6                  |                     |
| 1990 | Darren Cahill       | Todd Woodbridge       | 6:2, 6:3                       |                     |
| 1991 | Goran Prpić         | Richard Fromberg      | 6:4, 6:7(6:8), 6:3             |                     |
| 1992 | Neil Borwick        | Richard Fromberg      | 6:7(5:7), 7:6(13:11), 7:6(7:5) |                     |
| 1993 | Thomas Muster       | Alexander Wolkow      | 6:3, 1:6, 7:6(7:1)             |                     |
| 1994 | Nicht ausgetragen   | Nicht ausgetragen     | Nicht ausgetragen              | Nicht ausgetragen   |
| 1995 | Michael Chang       | Pete Sampras          | 7:6(7:4), 6:3                  |                     |
| 1996 | Michael Chang       | Jewgeni Kafelnikow    | 7:5, 6:1                       |                     |
| 1997 | Michael Chang       | Pete Sampras          | 4:6, 6:4, 6:2                  |                     |
| 1998 | Mark Philippoussis  | Andre Agassi          | 6:3, 7:6(7:3)                  | Gustavo Kuerten     |
| 1999 | Thomas Enqvist      | Mark Philippoussis    | 6:4, 6:1                       | Andre Agassi        |
| 2000 | Andre Agassi        | Mark Philippoussis    | kampflos                       | Pete Sampras        |
| 2001 | Andre Agassi        | Jewgeni Kafelnikow    | 6:3, 3:6, 6:3                  | Juan Carlos Ferrero |
| 2002 | Pete Sampras        | Andre Agassi          | 7:6(8:6), 6:7(6:8), 6:3        | Scott Draper        |
| 2003 | Andre Agassi        | Sébastien Grosjean    | 6:2, 6:3                       | Richard Gasquet     |
| 2004 | David Nalbandian    | Andre Agassi          | 6:2, 6:3                       | Roger Federer       |
| 2005 | Roger Federer       | Andy Roddick          | 6:4, 7:5                       | Tim Henman          |
| 2006 | Andy Roddick        | Tommy Haas            | 6:3, 7:6(8:6)                  | Guillermo Coria     |
| 2007 | Andy Roddick        | Roger Federer         | 6:2, 3:6, 6:3                  | Andy Murray         |
| 2008 | Andy Roddick        | Marcos Baghdatis      | 7:5, 6:3                       | Marat Safin         |
| 2009 | Roger Federer       | Stanislas Wawrinka    | 6:1, 6:3                       | Fernando Verdasco   |
| 2010 | Fernando Verdasco   | Jo-Wilfried Tsonga    | 7:5, 6:3                       | Bernard Tomic       |
| 2011 | Lleyton Hewitt      | Gaël Monfils          | 7:5, 6:3                       | Jürgen Melzer       |
| 2012 | Bernard Tomic       | Mardy Fish            | 6:4, 3:6, 7:5                  | Jürgen Melzer       |
| 2013 | Lleyton Hewitt      | Juan Martín del Potro | 6:1, 6:4                       | Tomáš Berdych       |
| 2014 | Kei Nishikori       | Tomáš Berdych         | 6:4, 7:5                       | Luke Saville        |
| 2015 | Fernando Verdasco   | Oleksandr Dolhopolow  | 7:6(7:3), Aufgabe Dolgopolow   | Richard Gasquet     |
| 2016 | David Goffin        | Feliciano López       | 6:4, 6:2                       | Pablo Carreño Busta |
| 2017 | David Goffin        | Ivo Karlović          | 7:62                           | Gilles Simon        |
| 2018 | Pablo Carreño Busta | Matthew Ebden         | 6:7(6:8), 6:4, 6:2             |                     |
| 2019 | Bernard Tomic       | Jack Sock             | 5:7, 6:4, 10:6                 |                     |

## Finalliste der Damen
| Jahr | Sieger           | Final-Gegner    | Resultat                         |
| ---- | ---------------- | --------------- | -------------------------------- |
| 1993 | Rachel McQuillan | Nicole Provis   | 6:2, 3:6, 7:5                    |
| 2017 | Yanina Wickmayer | Sorana Cîrstea  | 6:4                              |
| 2018 | Belinda Bencic   | Andrea Petković | 3:6, 6:4, 10:4 (Match-Tie-Break) |